# Лі Цзай
Лі Цзай (*李在, д/н —1431) — китайський художник часів династії Мін, один з лідерів Сюань-де хуа-юань.

## Життєпис
Народився у містечку Путянь (провінція Фуцзянь). Про його родину та життя замало відомостей. Спочатку отримав знання з малювання на батьківщини. Ставши тут відомим, був запрошений до Пекіну. У 1426 році стає членом Академії живопису, де пропрацював до самої смерті у 1431 році.

## Творчість
Працював у жанрі пейзажного живопису — шань-шуй (山水, «живопись гір й вод». З усього доробку Лі Цзай натепер зберіглося лише 4 картини. Спочатку він спирався на традиції художників часів династії Сун. Зміг одночасно дотримуватися манерам двох принципово різних за стилістикою пейзажистів — Го Сі і Ма Юаня. Разом з тим пейзажний живопис Лі Цзая в більшій мірі перебували під впливом творчості Дай Цзіня і представників раннього періоду південної школи Чже.
Найкращим твором Лі Цзая є жанровий сувій «Цинь-гао Ченліту» («Цінь-гао верхи на коропі», 64,3 х45, 8 см, шовк, Шанхайський художній музей), написаний на сюжет даоських легенд. Художник звернувся до образу стародавнього безсмертного на прізвисько Цинь-гао («Майстерно грає на цині»), що володів чарівною здатністю жити, подібно рибам, у водних глибинах, з яких він спливав на поверхню, сидячи верхи на чудовому коропі. Цей епізод — Цинь-гао, який злітає з озерної гладі на очах у здивованих свідків (чиновників або вчених, одягнених у стилізований старовинні білі шати), і відтворений на картині. Незважаючи на його навмисну декоративність і умовність зображень фігур і елементів ландшафту (таких, як зелені плями деревних крон, що немов розлітаються під раптовим поривом вітру, і силует величної гірської пасми на задньому плані) сувою Лі Цзая властива виразність, яка передає особливий настрій таємничості і привабливості даоських легенд.
Інші картини Лі Цзая «Село біля високих гір», «Гірське поселення», «Дорога додому».